# Alte Krone Vandans

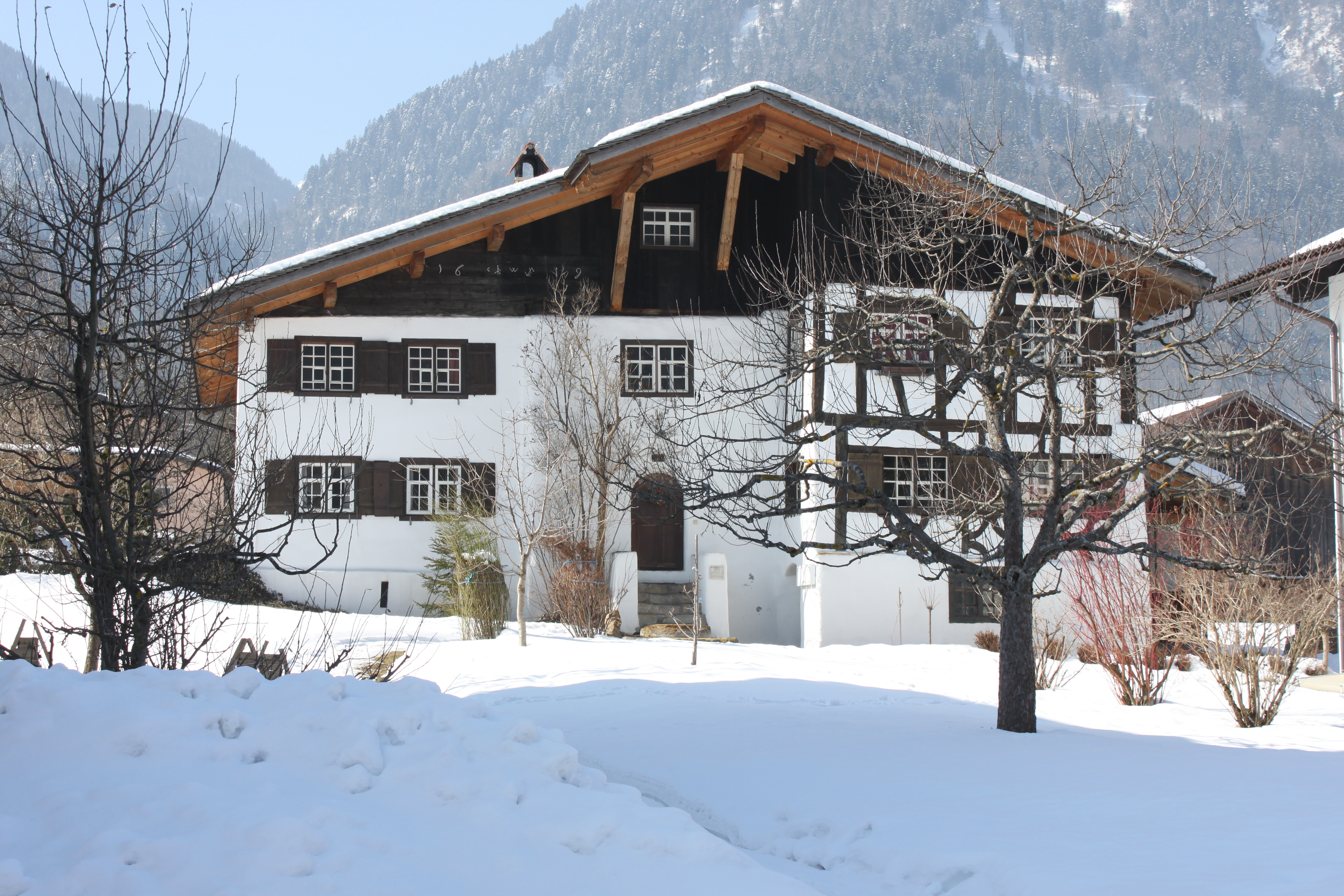
Alte Krone (2013)

Die Alte Krone ist ein ehemaliges Gasthaus in der Gemeinde Vandans im Montafon. Das Gebäude steht seit 1964 unter Denkmalschutz.
Das Gebäude liegt hinter einem offenen Vorgarten mit Obstbäumen an der Dorfstraße knapp vor der Abzweigung der Rellstalstraße. Mit der ursprünglichen Nutzung als Gasthaus vor dem Rellstal verweist das Gebäude auf die im 10. Jahrhundert rätoromanischsprachige Bevölkerung am ehemaligen Verbindungsweg durch das Rellstal über den Bergsattel Schweizer Tor nach Graubünden.
Das zweigeschoßige Gebäude wurde von 1567 bis 1744 errichtet und erweitert. Der Keller und Teile des Erdgeschoßes sind mit Bachsteinen gemauert. Der weitere Aufbau des Hauses wurde als weitgehend verputzter Blockbau und Riegelbau ausgeführt. Im Flur befindet sich eine offene Kochstelle und die Befeuerungstüre für den Ofen in der ehemaligen Gaststube. Im Obergeschoß setzt sich der mächtige Kamin fort. Es gibt mehrere getäfelte Stuben, teils mit bemaltem Täfel. Die Doppelfenster mit Mittelpfosten und sechs- oder achtfacher Gliederung sind teils aufwendig gerahmt.
Das Gebäude wurde ab 1959 seitens des Bundesdenkmalamtes und mit Unterstützung der Vorarlberger Illwerke gesichert. Durch den Leerstand über drei Jahrzehnte mussten Zwischendecken und das Dach komplett erneuert werden. Im Sinne einer weiteren Nutzung wurde das Gebäude in drei Wohneinheiten geteilt. Die Küchen und Sanitärbereiche wurden mit heutigem Standard eingebaut. Die bemerkenswerten handwerklichen Details wie Täfel und Türen wurden erhalten. Die alten Fenster wurden mit Vorfenstern in gleicher Ausführung zu Kastenfenstern ausgebaut.